# Witteugelwielewaal
De  witteugelwielewaal (Oriolus albiloris) is een endemische soort wielewaal die  voorkomt in de Filipijnen.

## Verspreiding en leefgebied
De witteugelwielewaal komt nog redelijk algemeen voor op Luzon.

## Status
Er is geen aanleiding te veronderstellen dat de soort in aantal achteruit gaat. Om deze redenen staat deze wielewaal als niet bedreigd op de Rode Lijst van de IUCN.